# Лос-Андес (департамент)
Департамент Лос-Андес  (исп. Departamento de Los Andes) — департамент в Аргентине в составе провинции Сальта .
Территория — 25636 км². Население — 5,6 тыс.человек. Плотность населения — 0,2 чел./км².
Административный центр — Сан-Антонио-де-лос-Кобрес.

## География
Департамент расположен на западе провинции Сальта.
Департамент граничит:
- на севере — с провинцией Жужуй
- на востоке — с департаментами Ла-Пома и Качи
- на юго-востоке — с департаментом Молинос
- на юге — с провинцией Катамарка
- на западе — с Чили

## Административное деление
Департамент включает 2 муниципалитета:
- Сан-Антонио-де-лос-Кобрес
- Толар-Гранде

## Важнейшие населенные пункты[3]
| № | Населённый пункт                 | Населённый пункт (исп.)          | Категория | Население чел. (2010) | На карте                        |
| - | -------------------------------- | -------------------------------- | --------- | --------------------- | ------------------------------- |
| 1 | Сан-Антонио-де-лос-Кобрес        | San Antonio de los Cobres        | город     | 4763                  | 24°13′18″ ю. ш. 66°19′12″ з. д. |
| 2 | Толар-Гранде                     | Tolar Grande                     | поселок   | 230                   | 24°35′21″ ю. ш. 67°23′44″ з. д. |
| 3 | Олакапато                        | Olacapato                        | поселок   | 218                   | 24°08′15″ ю. ш. 66°43′06″ з. д. |
| 4 | Санта-Роса-де-лос-Пастос-Грандес | Santa Rosa de los Pastos Grandes | поселок   | 168                   | 24°27′58″ ю. ш. 66°40′28″ з. д. |
| 5 | Салар-де-Поситос                 | Salar de Positos                 | поселок   | н/д                   | 24°22′28″ ю. ш. 66°59′35″ з. д. |
| 6 | Мина-Ла-Касуалидад               | Mina La Casualidad               | поселок   | н/д                   | 25°01′59″ ю. ш. 68°13′00″ з. д. |